# Peter Boysen Jensen
Peter Boysen Jensen (født 18. januar 1883 i Hjerting, død 21. november 1959) var en dansk plantefysiolog.

## Karriere
Boysen Jensen blev mag.scient. i 1908 og dr. phil. i 1910 med afhandlingen Sukkersønderdelingen under Respirationsprocessen hos højere Planter. Han var assistent ved Københavns universitets plantefysiologiske laboratorium i perioden 1907-27, lektor i plantefysiologi samme sted i perioden 1922-27 og professor fra 1927. Han blev medlem af Videnskabernes Selskab 1929 og af Kungliga Vetenskapsakademien i Stockholm 1938.

## Studier af fototropisme
Charles Darwin havde i 1880 vist, at når en græsspire (et såkaldt koleoptil) vokser mod lys der kommer fra siden (fototropisme), er det spidsen af spiren der sanser lyset, og ikke den nedre del af spiren, der ellers er den del der krummer sig mod lyset.
Peter Boysen Jensen viste i 1910, at det fototropiske stimulus i et havrekoleoptil er mobilt og kan forplante sig gennem et snit. Disse eksperimenter blev udvidet og offentliggjort mere detaljeret på fransk i 1911 og på tysk i 1913. Han fandt ud af, at spidsen af koleoptilet kunne skæres af og sættes på igen, og at en efterfølgende ensidig belysning stadig var i stand til at producere en positiv fototrop krumning i den basale del af koleoptilet. Han demonstrerede, at transmissionen kunne finde sted gennem et tyndt lag gelatine, der adskilte den ensidigt belyste spids fra den nederste del af koleoptilet. Ved at indsætte et stykke uigennemtrængeligt glimmer kunne han blokere transmission i henholdsvis den oplyste og ikke-oplyste side af spidsen, hvilket tillod ham at vise, at transmissionen fandt sted i skyggesiden af den belyste spids, og udløste øget vækst i den langsgående skyggeside af koleoptilet, hvilket resulterer i at koleoptilet krummer sig mod lyset.
I 1911 konkluderede Boysen Jensen ud fra sine eksperimentelle resultater, at transmissionen af den fototropiske stimulus ikke var en fysisk effekt (f.eks. på grund af en ændring i trykket), men serait dû à une migration de substance ou d’ions (måtte skyldes transport af et stof eller af ioner). Disse resultater var grundlæggende for at forstå tropismer og ledte til opdagelsen af planternes væksthormon, auxin.

## Eksterne links
- Nekrolog (engelsk)